# 転校少女*
転校少女*（てんこうしょうじょ）は、日本の女性アイドルグループ。Lush Entertainment所属。2014年11月に「転校少女歌撃団」（てんこうしょうじょかげきだん）として結成され、2018年5月に「転校少女*」に改名し、2022年1月に解散した。

## 概要
本グループは、2014年11月にエープラスのオーディション合格者により「転校少女歌撃団」として結成された。2018年5月に「転校少女*」に改名した。
結成時は松井さやか、栗田恵美、岡田夢以、塩川莉世、松本香穂の5人体制。2017年1月には古森結衣、渚まおの2名が加入し、同年6月には研修生として千葉妃理が参加（研修開始）した。2018年4月には古森結衣、松本香穂、栗田恵美の3名が卒業し、同年7月には千葉妃理が卒業（研修終了）した。2018年9月には寺田葵が加入した。さらに2019年4月には渚まおが卒業し、同年8月には小西杏優、小倉月奏、上原わかなの3名が加入し、同年11月には岡田夢以が卒業した。2020年1月には小西杏優が、同年4月には上原わかなが、同年12月には寺田葵が脱退し、同年11月には佐藤かれん、成島有咲、佐々木美紅が加入し、2021年4月には小倉月奏が脱退、同年10月には佐藤かれんが脱退して以降、4人体制となっている。
結成時は架空の女子校「私立元麻布学園」に転校して「歌撃団」に入団しているというシチュエーションで「歌って踊って銃を撃つ」というコンセプトであった。このため各々サバイバルゲームにちなんだ守備位置が設定されていた。2017年4月1日より「エモーショナルかつ文系的要素にあふれた楽曲をパワフルなステージングで表現するグループ」というコンセプトに改訂した。
2021年11月時点で、インディーズシングル2枚、全国流通盤シングル2枚、同アルバム2枚、メジャーシングル2枚、同アルバム1枚のCDをリリースしている。
なお、2016年度に実施した新メンバーオーディションから、@JAMを手がける橋元恵一がスーパーバイザーとして参加していた。
2021年11月2日、公式サイトにて2022年1月16日に解散することを発表。2022年1月16日、Zepp Hanedaにて解散ライブを開催。同日解散した。グループの路線と曲は、3月に新たに結成された「Girl's Time」に引き継がれ、最終メンバーの成島・佐々木も参加している。グループ名は、アルバム「COSMOS」の2曲目から採られた。

## メンバー
解散時のメンバー
| 名前                     | 生年月日（年齢）      | 出身地 | カラー    | 備考 |
| ------------------------ | --------------------- | ------ | --------- | --- |
| 松井さやか まつい さやか | 1993年6月18日（32歳） | 北海道 | ■レッド   | 風紀委員 メンバー最年長 解散後はソロ活動 2022年10月、芸能活動を引退                                                                               |
| 塩川莉世 しおかわ りせ   | 2000年7月31日（25歳） | 山梨県 | ■ピンク   | 美化委員 2022年11月以降は事務所を退所、フリーでソロ活動を開始 現SWEET STEADY                                                                      |
| 成島有咲 なるしま ありさ | 2000年6月14日（25歳） | 埼玉県 | ■ブルー   | 2020年11月加入 元ハローニューランド（倉木ありさ）・元ハッピーくるくる（なるの） 解散後は「Girl's Time」の一員として活動 2022年8月以降はソロで活動 |
| 佐々木美紅 ささき みく   | 1998年3月19日（27歳） | 東京都 | ■オレンジ | 2020年11月加入 解散後は「Girl's Time」の一員として活動 2022年8月以降はソロで活動                                                                  |

### 旧メンバー
| 名前                       | 生年月日（年齢）      | 出身地   | カラー                | 在籍期間                        | 備考                                                      |
| -------------------------- | --------------------- | -------- | --------------------- | ------------------------------- | --------------------------------------------------------- |
| 栗田恵美 くりた えみ       | 1994年6月14日（31歳） | 千葉県   | ■グリーン             | 結成時 - 2018年4月28日          | 音楽委員 現在はくりえみ名義でグラビアアイドルとして活動中 |
| 松本香穂 まつもと かほ     | 2001年2月16日（24歳） | 神奈川県 | ■イエロー             | 結成時 - 2018年4月28日          | 体育委員                                                  |
| 古森結衣 こもり ゆい       | 1997年12月2日（27歳） | 山口県   | ■オレンジ             | 2017年1月28日 - 2018年4月28日   | 転校生 元HKT48・元10COLOR'S・元GALETTe                    |
| 千葉妃理 ちば へり         | 1997年8月17日（27歳） | 大韓民国 |                       | 2017年6月 - 2018年7月26日       | 研修生 現プラスワン（Koifuri、恋するフリーク）            |
| 渚まお なぎさ まお         | 1998年5月13日（27歳） | 青森県   | ■ラベンダー           | 2017年1月28日 - 2019年4月30日   | 新入生 現在は一色眞緒名義で女優として活動中               |
| 岡田夢以 おかだ めい       | 1996年5月19日（29歳） | 埼玉県   | ■ブルー               | 結成時 -2019年11月16日          | リーダー 現在はD4DJ内グループ・Merm4idの一員として活動中  |
| 小西杏優 こにし あゆ       | 2001年4月30日（24歳） | 東京都   | ■サンシャインオレンジ | 2019年8月 - 2020年1月12日       | 元つりビット、現在LOVE CCiNO 歴代メンバー最年少           |
| 上原わかな うえはら わかな | 1996年5月13日（29歳） | 神奈川県 | ■パープル             | 2019年8月加入 - 2020年4月23日   | 元Advance Arc Harmony                                     |
| 寺田葵 てらだ あおい       | 1998年6月21日（27歳） | 大阪府   | ■エメラルドグリーン   | 2018年9月加入 - 2020年12月26日  | 元on and Go!                                              |
| 小倉月奏 おぐら るのん     | 1997年1月30日（28歳） | 福井県   | ■ムーンイエロー       | 2019年8月加入 - 2021年4月16日   | 元Stella☆Beats                                            |
| 佐藤かれん さとう かれん   | 2001年1月30日（24歳） | 香港     | ■パープル             | 2020年11月加入 - 2021年10月28日 |                                                           |

## 作品
順位はオリコン週間ランキング最高位。

### シングル
| #                     | 発売日                | タイトル               | 収録曲 | 順位                  |
| Transfer Girl Records | Transfer Girl Records | Transfer Girl Records  | Transfer Girl Records | Transfer Girl Records |
| --------------------- | --------------------- | ---------------------- | --- | --------------------- |
| 1                     | 2017年4月25日         | この世界にサヨナラして | - この世界にサヨナラして - ときめけ☆アフタースクール!（A盤のみ） - With You（B盤のみ） - じゃじゃ馬と呼ばないで（C盤のみ）                                  | 13位                  |
| 2                     | 2018年3月27日         | ショコラの独白         | - ショコラの独白 - Step By Step（A盤のみ） - She's Rain（B盤のみ） - 銀河列車（C盤のみ） - さかさまの世界（D盤のみ） - PAINT GIRL（E盤のみ）                | 05位                  |
| CROWN GOLD            |                       |                        | |                       |
| 3                     | 2020年2月26日         | 情熱リボルバー         | - 情熱リボルバー - Mad Good Love（B盤のみ） - WOW WOW TRAIN（C盤のみ）                                                                                      | 15位                  |
| 4                     | 2021年3月31日         | 春めく坂道             | - 春めく坂道（Instrumental）（A・B・C盤共通） - リバース・エイジ（B盤のみ） - ときめけ☆アフタースクール!2021（C盤のみ） - プロムナードの足跡2021（D盤のみ） | 10位                  |

#### 会場限定
1. 猟奇的You&Me / 恋はカムフラージュ（2015年3月26日、T-INFINITY ENTERTAINMENT）
  1. 猟奇的You&Me
  2. 恋はカムフラージュ
2. バ・ビ・ブブブー・ブートキャンプ〜プラクティス1 夢見るアッパーカット〜 / LOVE RANGE（2015年12月10日、T-INFINITY ENTERTAINMENT）
  1. バ・ビ・ブブブー・ブートキャンプ〜プラクティス1 夢見るアッパーカット〜
  2. LOVE RANGE!

### アルバム
| #                     | 発売日                | タイトル              | 収録曲 | 順位                  |
| Transfer Girl Records | Transfer Girl Records | Transfer Girl Records | Transfer Girl Records | Transfer Girl Records |
| --------------------- | --------------------- | --------------------- | --- | --------------------- |
| 1                     | 2018年10月16日        | Star Light            | 1. Overture2018 2. Girl*s Time 3. 瞬け、プルート 4. With You 5. ショコラの独白 6. She's Rain 7. さかさまの世界 8. ときめけ☆アフタースクール！ 9. ときめけ☆サンデー！ 10. Step By Step 11. PAINT GIRL 12. プロムナードの足跡 13. この世界にサヨナラして 14. じゃじゃ馬と呼ばないで 15. 銀河列車 | 09位                  |
| CROWN GOLD            |                       |                       | |                       |
| 2                     | 2019年11月13日        | COSMOS                | 1. WONDER WAVE! 2. Girl's Time 3. NEVER ENDING STORY 4. 100年キミだけ 5. Catch Me (If you can) 6. 終わらない世界 7. Winter Wish 8. 星の旅人 | 08位                  |
| MUSIC@NOTE            |                       |                       | |                       |
| 3                     | 2021年11月30日        | LOVE IDOL PROJECT     | 1. Danceでバコーン!（℃-ute カバー曲) 2. マテリアル Girl（PASSPO☆ カバー曲) 3. 無限大少女∀（Cheeky Parade カバー曲) 4. デモサヨナラ（Dorothy Little Happy カバー曲) 5. シンデレラじゃいられない（ベイビーレイズJAPAN カバー曲)                                                                  | 025位                 |

### 映像作品
1. 無人ライブとエトセトラ（2020年7月8日、CROWN GOLD）[6]

### 未音源化
| 年   | タイトル             | 備考                                     |
| ---- | -------------------- | ---------------------------------------- |
| 2015 | わたしの絶対領域     | 2015年3月26日（定期公演vol.1）初披露     |
| 2015 | ロシアンルーレット   | 2015年3月26日（定期公演vol.1）初披露     |
| 2015 | Mr. Dream            | 2015年7月16日（定期公演vol.6）初披露     |
| 2016 | Peace World          | 2016年3月17日（定期公演vol.24）初披露    |
| 2016 | ナチュラル☆ハイ      | 2016年3月24日（定期公演vol.25）初披露    |
| 2016 | サマーサマー皆SUMMER | 2016年3月24日（定期公演vol.25）初披露    |
| 2016 | TRIGGER              | 2016年3月27日（1stワンマンライブ）初披露 |

## 来歴

### 2014年
- 夏頃、事務所としては初となるアイドルグループを作るプロジェクトが始動。
- 10月、各メンバーよりアイドルグループを結成し、日々レッスンに励んでいるという情報がウェブにて解禁される（この時点でグループ名は未定だった）。
- 11月1日、「転校少女歌撃団」結成。
- 12月11日、アイドルグループALLOVERの定期公演にてシークレットゲストとしてライブを行う(初ライブ)。ライブ中のMCにて公式サイトが出来上がったとメンバーより発表された。同日、転校少女歌撃団のTwitter公式アカウントも始動。
- 12月28日、アイドルグループI LoVUの年末ライブにてOAとして出演。この日が正式な初お披露目となった。

### 2015年
- 1月31日、東京都立産業貿易センターにて「2015’新春ブラックホール」にゲストとしてライブを2回行った。終演後には2回共会場内でビラ配りを行った。
- 3月24日、Mt.RAINIER HALL SHIBUYA PLEASURE PLEASUREにて『「アイドル甲子園 in マウントレーニアホール」（第二部）』に出演した。この日から物販が開始された。
- 3月26日、インディーズ1stシングル「猟奇的You&Me/恋はカムフラージュ」を発売。
- 3月26日、初の単独ライブ、定期公演（2部制）を行った。この日にグッズ（Tシャツ、タオル、CD、生写真）が販売開始となった。新曲「わたしの絶対領域」「ロシアンルーレット」「LOVE RANGE」を初披露。この日からチェキ会も開始された。
- 4月18日、さがみ湖リゾート プレジャーフォレストにて開催された「サバイバルラン」に、ゲストランナーとして出演した。ランの後にはミニライブが行われた。
- 4月20日、渋谷duoにて『「duo SUPER LIVE 2015　vol.8」Presented by duo Music Exchange』に出演した。
- 4月23日、I LOVE TOKYOにて「転校少女歌撃団定期公演vol.2」を開催。2部のHR時にメンバーそれぞれの役割が発表され、岡田夢以がリーダーに就任した。
- 5月14日、TSUTAYA O-EASTにて「JAPAN IDOL SUPER LIVE 2015　vol.2」に出演した。
- 5月23日、初台doorsにて「up surge boost!! Lv.4 〜 2nd year party 〜」に出演した。
- 5月28日、I LOVE TOKYOにて「転校少女歌撃団定期公演vol.3」を開催。2部のHR時に岡田夢以の19歳の誕生日を祝う生誕祭が行われた。
- 5月31日、新木場STUDIO COASTにて『「LIVEプラスFESTIVAL」supported by きみだけLIVE』に出演した。
- 6月4日、渋谷club asiaにて「asia SUPER LIVE 2015　vol.10」に出演した。
- 6月4日、タワレボ『南波一海のアイドル三十六房』にゲストとして出演した。
- 6月11日、I LOVE TOKYOにて「転校少女歌撃団定期公演vol.4」を開催。2部のHR時に栗田恵美の21歳の誕生日を祝う生誕祭が行われた。
- 6月25日、I LOVE TOKYOにて「転校少女歌撃団定期公演vol.5」を開催。2部のHR時に松井さやかの22歳の誕生日を祝う生誕祭が行われた。
- 6月26日、新宿ReNYにて「JAPAN IDOL SUPER LIVE 2015　vol.3」に出演した。
- 7月3日、新宿BLAZEにて「IDOL CONTENT EXPO vol.11」に出演した。
- 7月14日、渋谷club asiaにて「asia SUPER LIVE 2015 vol.15」に出演した。
- 7月16日、I LOVE TOKYOにて「転校少女歌撃団定期公演vol.6」を開催。新曲「Mr.Dream」を初披露。2部のHR時に、Mr.DreamのMVが近日公開という発表があった。
- 7月19日、お台場夢大陸2015にて『カンニングのDAI安☆吉日!』の公開生放送にゲストとして出演した。
- 7月21日、池袋シアターYESにて「ユカフィン先生の熱血アイドル教室 vol.1」に出演した。
- 7月22日、渋谷club asiaにて「asia SUPER LIVE 2015　vol.16」に出演した。
- 7月23日、TSUTAYA O-WESTにて「EVOLUTION POP‼︎‼︎‼︎‼︎」に出演した。
- 7月25日、渋谷club asiaにて「SHIBUYA アイドルスペシャルDay」に出演した。
- 7月30日、I LOVE TOKYOにて「I LOVE TOKYO LIVE 2015　vol.3」に出演した。
- 8月1日、お台場にて「TOKYO IDOL FESTIVAL 2015」に出演した。[7]
- 8月4日、池袋シアターYESにて「〜夏だ祭りだ海外遠征だ～!祝FES☆TIVEアメリカ遠征 海外対策緊急英語勉強会vol.2」に出演した。
- 8月5日、I LOVE TOKYOにて「転校少女歌撃団定期公演vol.7」を開催。
- 8月6日、I LOVE TOKYOにて「転校少女歌撃団定期公演vol.8」を開催。
- 8月9日、AKIBAカルチャーズ劇場にて「@JAM NEXT 番外編〜 @JAM EXPO 2015　横アリでちゃいまSHOWROOM 最終審査〜」に出演した。
- 8月11日、新宿ReNYにて「ReNY SUPER LIVE 2015　vol.12」に出演した。
- 8月19日、渋谷PLUGにて「PLUG-IN Shibuya Watch Wednesday『ワッチミーナの輪』」に出演した。
- 8月20日、I LOVE TOKYOにて「転校少女歌撃団定期公演vol.9」を開催。
- 8月29日、横浜アリーナにて「@JAM EXPO2015」にストロベリーステージ（メインステージ）のオープニングアクトとして出演した[8]。
- 9月5日、ZeppDiverCityにて「東京アイドル音楽祭」に出演した。
- 9月8日、TSUTAYA O-EASTにて「ドメる!〜ウタヒメ応援型サイトリリース記念ライブ〜」に出演した。
- 9月9日、I LOVE TOKYOにて「転校少女歌撃団定期公演vol.10」を開催。
- 9月12日、「らぶらじ　サバゲー大作戦! 〜SPECIAL FORCEの攻防〜」の公開録音にゲストとして出演した。また、その後はサバゲー会にも参加し、初のサバゲーイベントとなった。
- 9月24日、I LOVE TOKYOにて「転校少女歌撃団定期公演vol.11」を開催。
- 9月25日、S.U.B TOKYOにて「アイドル放課後プロジェクト特別編」に出演した。
- 9月26日、「Luminox　BASH　2015」に参加した。サバゲー会と、雑誌「fielder」の撮影も行った。
- 9月27日、渋谷Gladにて「LIVEプラス」に出演した。
- 10月3日、新木場STUDIO COASTにて「LIVEプラスFESTIVAL2015秋」に出演した。
- 10月7日、新宿ReNYにて「ReNY SUPER LIVE 2015 vol.16」に出演した。
- 10月8日、I LOVE TOKYOにて「転校少女歌撃団定期公演vol.12」を開催。両部で初のダンスコンテストを開催した。
- 10月11日、AKIBAカルチャーズ劇場にて「@JAM NEXT vol.22〜祝!2周年! NEXT生誕公演!〜」に出演した。
- 10月15日、渋谷club asiaにて「asia SUPER LIVE 2015 vol.23」に出演した。
- 10月21日、池袋ブラックホールにて「LOVE MAX LIVE!」に出演した。
- 10月22日、I LOVE TOKYOにて「転校少女歌撃団定期公演vol.13（ハロウィンパーティー）」を開催。メンバーが仮装をしてパフォーマンスを行った。また、2部にて仮装コンテストを開催した。
- 10月25日、STUDIO ALTAにて「TOKYO IDOL LIVE」に出演した。メンバーが仮装をしてパフォーマンスを行った。
- 10月26日、新宿ReNYにて「ReNY SUPER LIVE 2015 vol.17」に出演した。
- 10月30日、渋谷クロスFMにて「渋谷女子企画」に出演した。生放送、生配信を行った。
- 11月14日、原宿ベルエポックにて「LIVEプラス」に出演した。
- 11月26日、I LOVE TOKYOにて「転校少女歌撃団定期公演vol.14」を開催。結成1周年をお祝いした。また、新曲「バ・ビ・ブブブー・ブートキャンプ〜プラクティス1 夢見るアッパーカット〜」を初披露。
- 11月28日、HMV & BOOKS TOKYOにて「ROUND UP!! @JAM EXPO 2015発売記念イベント」に出演、初のサイン会を行った。
- 11月29日、「KITAQ POP FES ARUARUSTAGE」に出演した。関東以外でライブを行ったのはこの日が初である。
- 12月10日、インディーズ2ndシングル「バ・ビ・ブブブー・ブートキャンプ〜プラクティス1 夢見るアッパーカット〜」を発売。
- 12月10日、I LOVE TOKYOにて「転校少女歌撃団定期公演vol.15」を開催。
- 12月22日、I LOVE TOKYOにて「転校少女歌撃団定期公演vol.16（クリスマスパーティー）」を開催。限定のマグカップが販売された。
- 12月28日、I LOVE TOKYOにて「転校少女歌撃団定期公演vol.17（忘年会）」を開催。

### 2016年
- 1月10日、「CHRIS・COSTA JAPAN TOUR 2016 サバゲー」に参加した。
- 1月14日、I LOVE TOKYOにて「転校少女歌撃団定期公演vol.18（新年会）」を開催。サイン付き2L生写真1枚入り福袋が販売された。
- 1月28日、I LOVE TOKYOにて「転校少女歌撃団定期公演vol.19」を開催。プリクラ付きのメッセージカードが入った福袋が販売された。
- 1月31日 - 3月中旬、都内各所で毎週日曜日にビラ配りを行った。
- 2月4日、SHIBUYA CLUB QUATTROにて「LIVEプラス」に出演した。
- 2月11日、ヨシモト∞ホールにて「お出かけKawaiianLIVE」に出演した。同日、ファンと共に明治神宮にてワンマン成功祈願をした。
- 2月12日、下北沢ろくでもない夜にて「Re:フェスタ!!」に出演した。
- 2月10日、I LOVE TOKYOにて「転校少女歌撃団定期公演vol.20」を開催。メンバー手作りのデコチョコ付きのバレンタインセットが販売された。
- 2月14日、STUDIO ALTAにて「バレンタインアイドルフェス2016」に出演した。
- 2月16日、I LOVE TOKYOにて「転校少女歌撃団定期公演vol.21」を開催。2部のHR時に松本香穂の15歳の誕生日を祝う生誕祭が行われた。
- 2月25日、I LOVE TOKYOにて「転校少女歌撃団定期公演vol.22」を開催。2部のHR時にワンマン企画会議が行われた。
- 2月29日、AKIBAカルチャーズ劇場にて「AKIBAカルチャーズ劇場 presents Early Spring colections. vol.1」に出演した。
- 3月2日、渋谷duoにて「アイドルプラネットエクストリームLIVE3」に出演した。
- 3月3日、I LOVE TOKYOにて「転校少女歌撃団定期公演vol.23（ひな祭り）」を開催。
- 3月5日、新宿BLAZEにて「LIVEプラス」に出演した。
- 3月13日、AKIBAカルチャーズ劇場にて「@JAM NEXT vol.27」に出演した。
- 3月14日、AKIBAカルチャーズ劇場にて「AKIBAカルチャーズ劇場 presents Early Spring colections.　vol.2」に出演した。
- 3月17日、I LOVE TOKYOにて「転校少女歌撃団定期公演vol.24（塩川莉世・松本香穂中学卒業記念）」を開催。新曲「Peace World」を初披露。
- 3月21日、新木場STUDIO COASTにて「アイドル甲子園FESTIVAL2016」に出演した。
- 3月24日、I LOVE TOKYOにて「転校少女歌撃団定期公演vol.25」を開催。新曲「ナチュラル☆ハイ」「サマーサマー皆SUMMER」を初披露。
- 3月27日、渋谷La.mamaにて1stワンマンライブ開催。新曲「TRIGGER」を初披露。
- 3月28日、博品館劇場にて「徳井アイドルフェスティバル 〜暴れたいけど、銀座だから、お行儀良く着席スペシャル〜」に出演した。
- 4月19日、SHIBUYA CLUB QUATTROにて「LIVEプラス」に出演した。
- 4月21日、S.U.B TOKYOにて初の主催ライブ「TSKD CAMP Vol.1」を開催した。
- 4月30日、TwinBox AKIHABARAにて「ステップ!第一回定例会」に出演した。
- 5月7日、恵比須CreArtにて「アイドル横丁presents トロワ! vol.3」に出演した。
- 5月8日、原宿ベルエポックにて「IDOL FASHIONALIZM4」に出演した。
- 5月18日、渋谷DESEOにて「転校少女歌撃団定期公演vol.26」を開催。岡田夢以の20歳の誕生日を祝う生誕祭が行われた。
- 5月20日、渋谷duoにて「アイドルプラネットエクストリームLIVE〜狂喜乱舞2〜」に出演した。
- 5月24日、原宿アストロホールにて「ASTRO HALL 16th Anniversary"Me-You♪sic♡Girl's Image♡"」に出演した。
- 5月28日、TwinBox AKIHABARAにて「ステップ!第二回定例会」に出演した。
- 6月6日、渋谷DESEOにて「転校少女歌撃団定期公演vol.27（栗松生誕祝合戦2016）」を開催。2部では栗田恵美の22歳の誕生日を祝う生誕祭が行われた。
- 6月7日、shibuya eggmanにて「COSMICBOX vol.26」に出演した。
- 6月12日、渋谷DESEOにて「デセオアイドル劇場SP」に出演した。
- 6月20日、渋谷DESEOにて「転校少女歌撃団定期公演vol.28（栗松生誕祝合戦2016）」を開催。2部では松井さやかの23歳の誕生日を祝う生誕祭が行われた。
- 6月25日、TwinBox AKIHABARAにて「ステップ!第三回定例会」に出演した。
- 6月26日、新木場STUDIO COASTにて「アイドル甲子園 in 新木場STUDIO COAST」に出演した。
- 7月7日、渋谷DESEOにて「転校少女歌撃団定期公演vol.29（TKF）」を開催。七夕にちなんで、浴衣でのパフォーマンスを行った。
- 7月12日、SHIBUYA CLUB QUATTROにて「天使かよ!supported by MEETIA」に出演した。
- 7月26日、＿factoryにて「ピースと奴等と楽しい時間vol.08」に出演した。
- 7月27日、渋谷DESEOにて「転校少女歌撃団定期公演vol.30」を開催。2部では塩川莉世の16歳の誕生日を祝う生誕祭が行われた。
- 7月29日、TOKYO FM HALLにて「徳井アイドルフェスティバル〜其の参〜」に出演した。
- 7月30日、TOKYO FM HALLにて「Music life Premierem in TOKYO FM HALL Supported by DMM.yell」に出演した。
- 7月31日、お台場みんなの夢大陸2016にて「カンニングのDAI安☆吉日!」の公開生放送にゲストとして出演した。
- 8月5日、お台場にて「TOKYO IDOL FESTIAL 2016」に出演した[9]。
- 8月18日、恵比寿CreAtoにて「転校少女歌撃団定期公演vol.31」を開催。
- 8月27日、日産グローバル本社ギャラリーにて「日産ギャラリーイベント」に出演した。
- 8月28日、ASOBIBA秋葉原にて「アキバアイドルサバゲー合戦〜2016夏の陣〜」を開催。初の主催サバゲーイベントとなった。夜には主催でライブを行った。
- 9月1日、風知空知にて「岡田夢以 朗読会〜夢詠撫子〜第一夜 残夏」を開催。
- 9月3日、AKIBAカルチャーズ劇場にて「@JAM×ナタリーEXPO 2016幕張でちゃいまSHOWROOM」にゲストとして出演した。
- 9月11日、秋葉原CHLOROFORMにて「アキバアイドルフェスティバルVOL.24」に出演した。
- 9月11日、新宿BLAZEにて「ILC Vol.11@新宿BLAZE」に出演した。
- 9月11日、渋谷club asiaにて「IDOLidge presents ASIA IDOL PARADE 2016」に出演した。
- 9月14日、渋谷duoにて「30分たっぷりフェス vol.3」に出演した。
- 9月16日、恵比寿CreAtoにて「転校少女歌撃団定期公演vol.32」を開催。
- 9月18日、HMV & BOOKS TOKYOにて「@JAMxナタリー EXPO 2016直前イベント」に出演した。
- 9月19日、アイメッセ山梨にて「グルメサーカス」に出演した。
- 9月22日、原宿ベルエポックにて「IDOL FASHIONALIZM5」に出演した。
- 9月24日、25日、幕張メッセにて「@JAM×ナタリーEXPO 2016」に出演した[10]。
- 10月2日、大須Dt.BLDにて「BLC Live vol.13 -BLC秋祭り-」に出演した。初の名古屋遠征となった。
- 10月7日、恵比寿CreAtoにて「転校少女歌撃団定期公演vol.33」を開催。
- 10月9日、柏thumbUPにて「GIRLS WORLD CIRCUIT vol.5」に出演した。
- 10月10日、川崎クラブチッタにて「CITTA’ IDOL CIRCUIT vol.2」に出演した。
- 10月14日、恵比寿CreAtoにて「転校少女歌撃団定期公演vol.34〜Girls Party〜」を開催。
- 10月21日、初のきみだけLIVEを行った。
- 10月24日、池袋シアターYESにて「池袋シアターYESアイドルチャンネルSP公開生放送〜第1回キュート1GP〜」に出演した。
- 10月28日、恵比寿CreAtoにて「転校少女歌撃団定期公演vol.35〜Halloween Party〜」を開催。
- 10月29日、駒沢オリンピック公園にて「東京ラーメンショー2016アイドルフェスティバル」に出演した。
- 11月2日、新木場STUDIO COASTにて「アイドルCAMP×AIF」に出演した。
- 11月5日、駒沢オリンピック公園にて「東京ラーメンショー2016アイドルフェスティバル」に出演した。
- 11月6日、TSUTAYA O-WESTにて2ndワンマンライブを開催した。新曲「With You」を初披露。
- 11月13日、AKIBAカルチャーズ劇場にて「@JAM Party vol.8」に出演した。
- 11月23日、恵比寿CreAtoにて「PiiiiiiiN 夢への試練10番勝負 〜ROAD TO ZEPP DIVERCITY〜」に出演した。
- 11月26日、渋谷CLUBCAMEROTにて「渋谷IDOL サタデーVOL.1」に出演した。
- 11月28日、渋谷DESEOにて「転校少女歌撃団定期公演vol.36」を開催。
- 12月4日、ニッポン放送imagineスタジオにて「ミュージックパーク Vol.7」に出演した。
- 12月9日、川崎クラブチッタにて「アイドルCAMP〜SPECIAL EDITION〜vol.8」に出演した。
- 12月12日、渋谷DESEOにて「SHIBUYA DESEO 18th Anniversary 3MAN LIVE!!」に出演した。
- 12月13日、渋谷CLUBCAMEROTにて「ヤングAIFジャンプvol.19」に出演した。
- 12月17日、代官山LOOPにて「俺得だよ!全員集合!〜クリスマススペシャル　昼の部〜Supported by SHOWROOM」に出演した。
- 12月23日、C.A.P原宿にて「転校少女のウキウキ☆クリスマス2016」に出演した。
- 12月24日、CLUB CRAWLにて「DDD〜Discovery iDol Depot〜 vol.7 〜XmasEveSpecial〜」に出演した。
- 12月27日、渋谷DESEOにて「転校少女歌撃団定期公演vol.37」を開催。

### 2017年
- 1月2日、お台場にて「TOKYO IDOL PROJECT ×@JAMニューイヤープレミアムパーティー2017」に出演した。
- 1月4日、TSUTAYA O-EASTにて「IDOL CONTENT EXPO @ TSUTAYA O-EAST 帰ってきた、新春開幕祭!」に出演した。
- 1月11日、渋谷DESEOにて「転校少女歌撃団定期公演vol.38」を開催。また、この日は岡田夢以の成人祝いも開催した。
- 1月13日、原宿アストロホールにて「ASTRO HALL presents “Me-You♪sic♡Girl’s Image♡”」に出演した。
- 1月18日、渋谷DESEOにて「転校少女歌撃団定期公演vol.39」を開催。
- 1月28日、AKIBAカルチャーズ劇場にて「新メンバー御披露目公演」を開催。本公演にて古森結衣（転校生）、渚まお（新入生）の2人を迎え、7人体制となった[11]。
- 2月1日、渋谷DESEOにて「転校少女歌撃団定期公演2017〜私立元麻布学園祭 Vol.1〜」を開催。
- 2月8日、渋谷DESEOにて「転校少女歌撃団定期公演2017〜私立元麻布学園祭 Vol.2〜」を開催。
- 2月8日、WALL&WALLにて「DDD~Discovery iDol Depot~」に出演した。
- 2月16日、渋谷DESEOにて「転校少女歌撃団定期公演2017〜私立元麻布学園祭 Vol.3〜」を開催。
- 2月18日、赤坂BLITZにて「アイドル甲子園in赤坂BLITZ」に出演した。
- 2月19日、恵比寿CreAtoにて「TOKYO IDOL LIVEvol.32」に出演した。
- 2月22日、渋谷DESEOにて「〜私立元麻布学園祭 対抗戦Vol.1〜」を開催。
- 2月25日～4月30日の間、全国流通盤1stシングルのリリースイベントを行った。
- 3月1日、風知空知にて「岡田夢以 朗読会〜夢詠撫子〜第三夜 融化」を開催。
- 3月8日、赤坂BLITZにて「H.I.S.アイドルドリームプロジェクトin赤坂BLITZ」に出演した。
- 3月16日、AKIBAカルチャーズ劇場にて「全力少女R　わたしたちの本気魅せますっ!!」に出演した。
- 3月19日、CLUB SARUにて「DIANNA☆SHOWCASE vol.45 in NAGOYA」に出演した。
- 3月25日、新宿ReNYにて「ReNY SUPER LIVE 2017 vol.8」に出演した。
- 4月1日、新宿ReNYにて「@JAMTHEWORLD 春のジャムまつり!2017」に出演した。
- 4月2日、新木場STUDIO COASTにて「アイドル甲子園SPRING FESTIVAL2017」に出演した。
- 4月3日、渋谷WWW Xにて「アイドル甲子園in渋谷」に出演した。
- 4月25日、Transfer Girl Recordsよりシングル「この世界にサヨナラして」をリリース。古森の所属したGALETTeの楽曲、「じゃじゃ馬と呼ばないで」をカバーする[12]。
- 4月27日、AKIBAカルチャーズ劇場にて「転校少女歌撃団定期公演2017〜私立元麻布学園祭 Vol.4〜」を開催。
- 5月11日、AKIBAカルチャーズ劇場にて「転校少女歌撃団定期公演2017〜私立元麻布学園祭 Vol.5〜」を開催。渚まおの19歳の誕生日を祝う生誕祭が行われた。
- 5月14日、AKIBAカルチャーズ劇場にて「@JAM PARTY」に出演した。
- 5月18日、AKIBAカルチャーズ劇場にて「転校少女歌撃団定期公演2017〜私立元麻布学園祭 Vol.6〜」を開催。岡田夢以の21歳の誕生日を祝う生誕祭が行われた。
- 5月27日、赤坂BLITZにて「アイドル甲子園」に出演した。
- 6月4日、フジさんのヨコにて「TIL vol.36」に出演した。
- 6月8日、AKIBAカルチャーズ劇場にて「転校少女歌撃団定期公演2017〜私立元麻布学園祭 Vol.7〜」を開催。栗田恵美の23歳の誕生日を祝う生誕祭が行われた。
- 6月10日、TSUTAYA O-WESTにて3rdワンマンライブを開催した。新曲「さかさまの世界」「PAINT GIRL」を初披露。
- 6月15日、AKIBAカルチャーズ劇場にて「FullFull☆Pocket定期公演」に出演した。
- 6月22日、AKIBAカルチャーズ劇場にて「転校少女歌撃団定期公演2017〜私立元麻布学園祭 Vol.8〜」を開催。松井さやかの24歳の誕生日を祝う生誕祭が行われた。
- 7月4日、新宿MARZにて「lirycalschool×転校少女歌撃団 2manlive」を開催。
- 7月6日、高田馬場CLUB PHASEにて「七夕直前緊急ツーマンライブ　FES☆TIVE×転校少女歌撃団」を開催。
- 7月8～9日、横浜赤レンガパークにて「アイドル横丁夏祭り!!〜2017〜」に出演した。
- 7月17日、TSUTAYA O-nestにて「Party Rocketst GT presents "Rockin'Together"vol.9」に出演した。
- 7月22日、パシフィコ横浜にて「サマーコンファレンス2017」に出演した。
- 7月23日、音霊にて「SUMMER BEACH FANTASY 2017」に出演した。
- 7月27日、風知空知にて「岡田夢以 朗読会〜夢詠撫子〜第四夜　蒼夏」を開催。
- 7月28日、TSUTAYA O-crestにて「転校少女歌撃団定期公演2017〜私立元麻布学園祭 Vol.10〜」を開催。塩川莉世の17歳の誕生日を祝う生誕祭が行われた。
- 7月29日、六本木ヒルズアリーナにて「六本木アイドルフェスティバル2017」に出演した。
- 7月29日、赤坂BLITZにて「アイドル甲子園in赤坂BRITZ〜4th Annibersary〜」に出演した。
- 8月4日、5日、お台場にて「TOKYO IDOL FESTIAL 2017」に出演した[13]。
- 8月26日、27日、横浜アリーナにて「@JAM EXPO 2017」に出演した[14]。
- 10月21日、新宿BLAZEにて「@JAM the Field vol.12」に出演した[15]。
- 11月23日、新宿BLAZEにて「4thワンマンライブ」を開催。

### 2018年
- 1月6日～4月1日の間、全国流通盤2ndシングルのリリースイベントを行った。
- 1月10日、メンバー7名中4名がインフルエンザ感染疑いとなり、1月11日に東京・AKIBAカルチャーズ劇場で実施予定だった定期公演「転校少女歌撃団 定期公演2018〜私立元麻布学園祭〜」が延期になった。[16]
- 1月25日、4月28日の5th ワンマンライブをもっての松本香穂、古森結衣の卒業を発表、同時に新メンバー募集が開始された[17]。
- 3月27日、Transfer Girls Recordsよりシングル「ショコラの独白」をリリース。
- 4月12日、4月28日の5th ワンマンライブをもっての栗田恵美の卒業を発表[18]。
- 4月28日、マイナビBLITZ赤坂にて、「5thワンマンライブ」を開催。本公演にて「転校少女*」（てんこうしょうじょ）への改名を発表した。また、栗田恵美、松本香穂、古森結衣の3人が退団（卒業）し、4人体制となった[19]。
- 5月1日、「転校少女*」に改名。
- 5月12日、AKIBAカルチャーズ劇場にて「渚まお生誕祭」を開催。
- 5月19日、AKIBAカルチャーズ劇場にて「岡田夢以生誕祭」を開催。
- 5月28日、TSUTAYA O-nestにて「Starry Night Vol.1」を開催。26時のマスカレイドとの対バンであった。
- 6月16日、AKIBAカルチャーズ劇場にて「松井さやか生誕祭」を開催。
- 7月12日、AKIBAカルチャーズ劇場にて「定期公演2018〜私立元麻布学園祭〜」を開催。
- 7月16日以降、公式サイトにてスケジュール情報を公開。
- 7月21日 - 10月21日の間、全国流通盤1stアルバム「Star Light」のリリースイベントを行った。
- 7月26日、TSUTSYA O-nestにて「千葉妃理 研修終了公演」を開催。本公演にて、千葉妃理が研修終了（卒業）した[20]。
- 7月29日、AKIBAカルチャーズ劇場にて「塩川莉世生誕祭」を開催。
- 8月3日 - 5日、お台場にて「TOKYO IDOL FESTIAL 2018」に出演した[21]。
- 8月5日、週刊プレイボーイpresents"ナツ☆イチッ!オーディションにて塩川莉世が優勝。3代目クイーンに選出される[22]。同年週刊プレイボーイ38号にソログラビアが掲載された[23]。
- 8月23日、AKIBAカルチャーズ劇場にて「定期公演2018〜私立元麻布学園祭〜」を開催。
- 8月25日、横浜アリーナにて「@JAM EXPO 2018」に出演した[24]。
- 9月6日、AKIBAカルチャーズ劇場にて「定期公演2018〜私立元麻布学園祭〜」を開催。
- 9月16日、山野ホールにて「Star Light Tour」東京公演を開催。本公演にて寺田葵を迎え、5人体制となった。
- 9月27日、AKIBAカルチャーズ劇場にて「定期公演2018〜私立元麻布学園祭〜」を開催（Live映像:M12）。
- 10月4日、AKIBAカルチャーズ劇場にて「定期公演2018〜私立元麻布学園祭〜」を開催（Live映像:M1｜M9）。
- 10月16日、Transfer Girl Recordsより1stアルバム「Star Light」をリリース[25]。
- 10月25日、AKIBAカルチャーズ劇場にて「定期公演2018～私立元麻布学園祭～」を開催。メンバーは仮装してライブを行った（Live映像:M1｜M2｜M3｜M4｜M5｜M6｜M7｜M8｜M12｜順番不明）。
- 10月27日、LIQUIDROOMにて「@JAM the Field vol.14」に出演した[26]。
- 11月3日、DRUM Be-1にて「Star Light Tour」福岡公演を開催。
- 11月8日、AKIBAカルチャーズ劇場にて「定期公演2018〜私立元麻布学園祭〜」を開催（Live映像:M3｜M4｜M5｜企画）。
- 11月21日、風知空知にて「岡田夢以 朗読会〜夢詠撫子〜第八夜　萌芽」を開催。
- 11月29日、AKIBAカルチャーズ劇場にて「定期公演2018〜元麻布学園文化祭〜」を開催（Live映像:M1｜M2｜M5｜M9｜M10）。
- 12月2日、甲府CONVICTIONにて「Star Light Tour」山梨公演を開催。塩川莉世の地元凱旋公演であった。
- 12月8日、RAD HALLにて「Star Light Tour」愛知公演を開催。
- 12月9日、大阪MUSEにて「Star Light Tour」大阪公演を開催。寺田葵の地元凱旋公演であった。
- 12月13日、AKIBAカルチャーズ劇場にて「定期公演2018〜平成最後の忘年会〜」を開催（Live映像:M3｜M7）。
- 12月24日、AKIBAカルチャーズ劇場にて「定期公演2018〜クリスマスパーティー〜」を開催（Live映像:M1｜M2｜M3｜M4｜M6｜M7｜M8）。

### 2019年
- 1月5日、HEAVEN'S ROCK さいたま新都心VJ-3にて「Star Light Tour」埼玉公演を開催。岡田夢以の地元凱旋公演であった。
- 1月12日、AKIBAカルチャーズ劇場にて「定期公演2019〜私立元麻布学園祭〜」を開催。巫女衣装での新年会ライブであった（Live映像:鏡開き｜M2｜M7｜M11 ）。
- 1月14日、ヒューリックホール東京にて「Star Light Tour」ファイナル公演を開催。本公演にて予定されていたメンバー追加は該当者なしのため行われず、5人体制で続行となった。
- 1月31日、AKIBAカルチャーズ劇場にて「定期公演2019〜私立元麻布学園祭〜」を開催（Live映像:M10）。
- 2月11日、AKIBAカルチャーズ劇場にて「定期公演2019〜私立元麻布学園祭〜」を開催。バレンタインパーティーライブであった。
- 3月2日、AKIBAカルチャーズ劇場にて「定期公演2019〜私立元麻布学園祭〜」を開催。袴衣装でのライブであった。なお、塩川莉世は高校の卒業式のため、渚まおはインフルエンザのため不参加。
- 3月14日、風知空知にて「岡田夢以 朗読会〜夢詠撫子〜第九夜　爽歌」を開催。
- 3月16日、AKIBAカルチャーズ劇場にて「定期公演2019〜私立元麻布学園祭〜」を開催。ホワイトデーパーティーライブであった（Live映像:M9）。
- 3月28日、AKIBAカルチャーズ劇場にて「定期公演2019〜私立元麻布学園祭〜」を開催（Live映像:M12）。
- 3月29日、LIVE HOUSE OKINAWA Cyber-Boxにて「アイドル甲子園 in OKINAWA 〜Cyber Box DAY1〜」に出演した。
- 3月30日、LIVE HOUSE OKINAWA Cyber-Boxにて「アイドル甲子園 in OKINAWA 〜Cyber Box DAY2〜」に出演した。また、「転校少女*オフ会2019 in 沖縄」を開催した。
- 3月31日、LIVE HOUSE OKINAWA Cyber-Boxにて「アイドル甲子園 in OKINAWA 〜Cyber Box DAY3〜」に出演した。
- 4月7日、AKIBAカルチャーズ劇場にて「定期公演2019〜私立元麻布学園祭〜」を開催。
- 4月11日、AKIBAカルチャーズ劇場にて「定期公演2019〜私立元麻布学園祭〜」を開催。パジャマ衣装でのライブであった。また、新曲「100年キミだけ」を初披露した（Live映像:M12）。
- 4月13日、新宿BLAZEにて「@JAM THE WORLD 春のジャムまつり!2019」に出演した。
- 4月14日、池袋サンシャインシティ噴水広場にて「転校少女*春祭り」を開催。特典会後、4月30日のワンマンライブをもっての渚まおの卒業を発表した[27]。
- 4月21日、フジさんのヨコにて「mini TIF vol.55」に出演した。
- 4月25日、AKIBAカルチャーズ劇場にて「定期公演2019〜私立元麻布学園祭〜」を開催。
- 4月27日、新宿マルイメン屋上にて「The Last MARUI MEN of the “5 Transfer Girl*s”」を開催。
- 4月30日、マイナビBLITZ赤坂にて、転校少女* 1stワンマンライブ「THE LAST GIGS 2」を開催。本公演にて渚まおが卒業し、4人体制となった。
- 5月11日、AKIBAカルチャーズ劇場にて「定期公演2019〜私立元麻布学園祭〜」を開催。渚まお謝恩会&生誕祭であった。
- 5月11日、AKIBAカルチャーズ劇場にて「定期公演2019〜私立元麻布学園祭〜」を開催。新体制&新衣装&新曲お披露目であった。また、新曲「Catch me (if you can)」を初披露した（Live映像:M1｜M2｜M3｜M5｜M10）。
- 5月12日、新宿マルイメン屋上にて「The First MARUI MEN of the ”Renewed Transfer Girl*s”」を開催。
- 5月18日、AKIBAカルチャーズ劇場にて「定期公演2019〜私立元麻布学園祭〜」を開催。岡田夢以生誕祭であった（Live映像:M2｜殺陣演技｜M11）。
- 5月25日、OTODAMA SEA STUDIOにて「運命のキミ フェスティバル」に出演した。
- 5月26日、Zepp DiverCityにて「@JAM 2019 Day2〜SUPER LIVE〜」に出演した。
- 5月30日、Transfer Girls Recordsより「100年キミだけ」「Catch me (if you can)」を配信サイトにてリリース[28]。
- 5月30日、AKIBAカルチャーズ劇場にて「定期公演2019〜私立元麻布学園祭〜」を開催（Live映像:M1｜M4｜M5）。
- 6月16日、AKIBAカルチャーズ劇場にて「定期公演2019〜私立元麻布学園祭〜」を開催。松井さやか生誕祭であった（Live映像:M8）。
- 6月22日、AKIBAカルチャーズ劇場にて「定期公演2019〜私立元麻布学園祭〜」を開催。寺田葵生誕祭であったが、体調不良のため本人は最後のMCのみの出演となった（その後寺田は7月21日まで活動を一時休止した。）。
- 6月27日、AKIBAカルチャーズ劇場にて「定期公演2019〜私立元麻布学園祭〜」を開催（Live映像:M8）。
- 7月6日、studio Flocke（神泉）にて「ファンミーティング in 神泉」を開催。
- 7月9日、渋谷WWWにて「渋谷（不）定期公演 〜Road To LINE CUBE SHIBUYA〜」を開催。
- 7月26日、同年11月に日本クラウンよりメジャーデビューすることを発表[29]。
- 7月27日、AKIBAカルチャーズ劇場にて「定期公演2019〜私立元麻布学園祭〜」を開催。塩川莉世生誕祭であった。また、新曲「WONDER WAVE!」を初披露した（Live映像:M6）。
- 7月28日、タワーレコード渋谷店B1F CUTUP STUDIOにて「Starry Night Vol.2」を開催。桜エビ〜ずとの対バンであった。また、新曲「NEVER ENDING STORY」を初披露した。
- 7月30日、「WONDER WAVE!」「NEVER ENDING STORY」を配信サイトにてリリース[30]（トレイラームービー）。
- 8月2日 - 4日、お台場にて「TOKYO IDOL FESTIAL 2019」に出演した[31]。
- 8月8日、AKIBAカルチャーズ劇場にて「定期公演2019〜私立元麻布学園祭〜」を開催。（Live映像:M3）
- 8月9日、川崎CLUB CITTA'にて「@JAM MEETS〜オールナイトスペシャル〜」に出演した。
- 8月22日、AKIBAカルチャーズ劇場にて「定期公演2019〜私立元麻布学園祭〜」を開催。
- 8月25日、横浜アリーナにて「@JAM EXPO 2019」に出演した。本公演にて小西杏優、小倉月奏、上原わかなの3人（転校生）を迎え、7人体制となった。また、同年11月13日にメジャーデビュー・アルバム『COSMOS』を発売することも発表した[32]。
- 9月7日、AKIBAカルチャーズ劇場にて「定期公演2019〜私立元麻布学園祭〜」を開催。（Live映像:ALL）
- 9月10日、岡田夢以が同年11月をもってグループを卒業（転校）することを発表[33]。
- 9月15日 - 11月16日、「全国ツアー令和元年“The Fifth Autumn Of Love”」を開催[32]。
- 9月19日、AKIBAカルチャーズ劇場にて「定期公演2019〜私立元麻布学園祭〜」を開催。
- 10月17日、AKIBAカルチャーズ劇場にて「定期公演2019〜私立元麻布学園祭〜」を開催。新曲「Winter Wish」を初披露した。
- 11月2日、AKIBAカルチャーズ劇場にて「定期公演2019〜私立元麻布学園祭〜」を開催。
- 11月13日、日本クラウンよりメジャー1stアルバム「COSMOS」をリリース[34]。
- 11月16日、LINE CUBE SHIBUYAにて開催された「全国ツアー令和元年“The Fifth Autumn Of Love”」ファイナルにて岡田夢以が卒業し、6人体制となった[35]。
- 12月5日、AKIBAカルチャーズ劇場にて「定期公演2019〜私立元麻布学園祭〜」を開催。「Overture2020」を初披露した。
- 12月14日、AKIBAカルチャーズ劇場にて「定期公演2019〜私立元麻布学園祭〜」を開催。
- 12月28日、AKIBAカルチャーズ劇場にて「定期公演2019〜私立元麻布学園祭〜」を開催。「転校少女*忘年会2019」であった。

### 2020年
- 1月12日、2019年末から体調不良により休養していた小西杏優が同日付をもってグループを脱退することを発表。また同じく体調不良の小倉月奏に関してはライブ活動を当面休止することを発表[36]。
- 2月26日、日本クラウンよりメジャー1stシングル「情熱リボルバー」をリリース[37]。
- 3月22日、小倉月奏がライブ活動を再開。
- 4月23日、上原わかながタレント業に専念するため同日付をもってグループを卒業することを発表[38]。
- 7月8日、自身初のライブDVD&BD「無人ライブとエトセトラ」をリリース[6]。
- 7月11日、健康上の問題により寺田葵に関してはアイドル活動を当面休養することを発表。
- 8月30日、「@JAM ONLINE FESTIVAL 2020」に出演した。
- 9月21日、Veats SHIBUYAにて「Starry Night 2マンスペシャル Day1」を開催。1部はIVOLVE、2部はDREAMING MONSTER、3部はnotallとの対バンであった。
- 9月27日、duo MUSIC EXCHANGEにて「Starry Night 2マンスペシャル Day2」を開催。1部はWILL-O'、2部はJewel☆Ciel、3部はアキシブprojectとの対バンであった。
- 9月29日、TOKYO IDOL FESTIVAL オンライン 2020×週刊SPA！による投票バトルに松井さやかが参加[39]。
- 10月4日、「TOKYO IDOL FESTIVAL オンライン 2020」に出演した。
- 10月22日、Veats SHIBUYAにて「転校少女*ソロライブ祭〜いつも満席でごめんねSP〜」を開催。
- 11月21日、Zepp Tokyoにて結成6周年記念ワンマンライブ「Girl*s Rock」を開催。本公演にて佐藤かれん、成島有咲、佐々木美紅の3人を迎え、7人体制となった。
- 12月26日、同年7月から体調不良により休養していた寺田葵が同日付をもってグループを脱退することを発表[40]。

### 2021年
- 1月3日、「TOKYO IDOL PROJECT×@JAMニューイヤープレミアムパーティー2021」に出演した。
- 1月11日、spaceoddにて「塩川莉世成人式公演」、「転校少女*成人式公演」を開催。
- 1月19日、渋谷・TSUTAYA O-WESTにて「転校少女*新体制お披露目公演」を開催。佐藤かれん、成島有咲、佐々木美紅を加えた6人での新体制が本格スタートした。
- 2月7日 - 2月12日の間、「転校少女*のClubhouse！映像制作クリエイタープレゼン大会」を開催。音声SNSアプリケーションのClubhouseを活用した映像クリエイターの募集企画を行った。対象曲は「プロムナードの足跡」「ときめけ☆アフタースクール！」の2曲。
- 2月20日、新宿BLAZEにて「@ JAM the Field vol.19」に出演した。
- 2月23日、Studio Freedomにて「新メンバー正式加入1カ月公演」を開催。
- 2月27日、CLUB CRAWLにて「早めのひな祭り公演2021」を開催。
- 3月26日と27日の2日間にかけて「転校少女*春祭り2021」を開催。会場は26日がSpace Odd、27日がSunlight Studio Shibuya[TW 1]。
- 3月31日、メジャー2ndシングル「春めく坂道」をリリース[41]
- 4月16日、小倉月奏が同日付をもってグループを脱退することを発表[42]。
- 10月2日、「TOKYO IDOL FESTIVAL 2021」に出演した[43]。
- 10月28日、佐藤かれんの専属マネジメント契約をLush Entertainmentが解除をしたことを発表[44]。4人体制となる。
- 11月2日、2022年1月16日に行うZepp Hanedaでのライブをもって解散することを発表[45]。
- 11月30日、MUSIC@NOTEレーベルよりカバー・アルバム「LOVE IDOL PROJECT」をリリース[46]。
- 12月19日、渋谷・Studio Freedomにて「転校少女* リクエストアワー THE LAST」を開催。1位は「TRIGGER」[TW 2]。

### 2022年
- 1月9日と10日の2日間にかけて「転校少女* 解散直前全曲LIVE」を開催。9日はSpotify O-nestにて「転校少女歌撃団編」を、10日はAKIBAカルチャーズ劇場にて「転校少女*編」を行った[47]。
- 1月11日、渋谷La mamaにて「転校少女* THE LAST ワンマンライブ」を開催[TW 3]。
- 1月13日、渋谷DESEOにて「一夜限りの復活!転校少女歌撃団 定期公演 in DESEO」を開催[TW 3]。
- 1月16日、Zepp Hanedaにて「転校少女* THE LAST LIVE〜With You〜」を開催。結成から7年2か月・2,634日の活動に終止符を打つ[2][48]。

## 主催ライブ

### 全国ツアー令和元年 ”The Fifth Autumn Of Love”
| 公演日         | 開催場所                          | 備考                                                 |
| -------------- | --------------------------------- | ---------------------------------------------------- |
| 2019年9月15日  | 福岡DRUM Be-1                     |                                                      |
| 2019年9月22日  | 名古屋ell.FITS ALL                |                                                      |
| 2019年9月23日  | 大阪FANJ twice                    |                                                      |
| 2019年10月5日  | 札幌KRAPS HALL                    | 「星の旅人」初披露                                   |
| 2019年10月13日 | 甲府CONVICTION                    | 台風19号のため中止                                   |
| 2019年10月22日 | HEAVEN'S ROCK さいたま新都心 VJ-3 | 埼玉県深谷市のゆるキャラ「ふっかちゃん」がゲスト出演 |
| 2019年11月16日 | LINE CUBE SHIBUYA                 | ツアーファイナル                                     |

### 定期公演
| 公演名                              | 公演日        | 開催場所              | 備考         |
| ----------------------------------- | ------------- | --------------------- | ------------ |
| 定期公演2020〜私立元麻布学園祭〜    | 2020年1月13日 | AKIBAカルチャーズ劇場 | 新年会2020   |
| 定期公演2020〜私立元麻布学園祭〜    | 2020年1月23日 | AKIBAカルチャーズ劇場 |              |
| 定期公演2020〜私立元麻布学園祭〜    | 2020年2月1日  | AKIBAカルチャーズ劇場 | 節分祭2020   |
| 定期公演2020〜私立元麻布学園祭〜    | 2020年2月8日  | AKIBAカルチャーズ劇場 |              |
| 定期公演2020〜私立元麻布学園祭〜    | 2020年2月16日 | AKIBAカルチャーズ劇場 |              |
| 定期公演2020〜私立元麻布学園祭〜    | 2020年3月14日 | AKIBAカルチャーズ劇場 | 無観客ライブ |
| 定期公演2020〜私立元麻布学園祭〜    | 2020年3月22日 | AKIBAカルチャーズ劇場 | 無観客ライブ |
| Reboot a Transfer Girl*s            | 2020年7月26日 | AKIBAカルチャーズ劇場 |              |
| 定期公演 ～Re do 小倉月奏生誕祭～   | 2020年7月26日 | AKIBAカルチャーズ劇場 |              |
| 定期公演 ～Re do 松井さやか生誕祭～ | 2020年8月2日  | AKIBAカルチャーズ劇場 |              |
| 定期公演 ～塩川莉世生誕祭～         | 2020年8月2日  | AKIBAカルチャーズ劇場 |              |
| 定期公演2020                        | 2020年8月23日 | AKIBAカルチャーズ劇場 | 2部制        |
| 定期公演2020                        | 2020年9月12日 | AKIBAカルチャーズ劇場 | 2部制        |
| 定期公演2020                        | 2020年9月22日 | AKIBAカルチャーズ劇場 | 2部制        |

### (不)定期公演
| 公演名                   | 公演日         | 開催場所        | 備考  |
| ------------------------ | -------------- | --------------- | ----- |
| (不)定期公演2020 in 渋谷 | 2020年8月28日  | 代官山SPACE ODD | 2部制 |
| (不)定期公演2020 in 渋谷 | 2020年9月18日  | 代官山SPACE ODD | 2部制 |
| (不)定期公演2020 in 渋谷 | 2020年10月15日 | 代官山SPACE ODD | 2部制 |

### 全国ライブハウスツアー ”ライブリボルバー2020”
| 公演日        | 開催場所           | 備考                   |
| ------------- | ------------------ | ---------------------- |
| 2020年3月28日 | 恵比寿LIQUIDROOM   | 無観客ライブ           |
| 2020年4月18日 | 名古屋ell.FITS ALL | 中止                   |
| 2020年4月19日 | 大阪FANJ twice     | 中止                   |
| 2020年4月25日 | 甲府CONVICTION     | 中止                   |
| 2020年4月29日 | 福岡DRUM Be-1      | 中止                   |
| 2020年5月9日  | 新宿BLAZE          | ツアーファイナル、中止 |

## 出演
松井・塩川のソロ活動については、それぞれ「松井さやか」「塩川莉世」の項を参照

### テレビ
レギュラー出演
- カンニングのDAI安吉日!（2016年5月 -  2018年3月 、BSフジ)
- えりぬきアイドルがその場で調べるニュースの結論（略して）バラ売り（2016年1月9日 -　2018年4月、Kawaiian TV） ※古森が準レギュラー

出演
- ノブコブの平成キテますリサーチ（2015年7月19日、テレビ静岡）
- アフロの変（2015年8月13日、フジテレビ）
- ウタ娘（2015年9月11日、テレビ埼玉）
- アイドルお宝くじ（2017年3月17日、2017年6月2日、2017年6月9日、2017年6月16日、テレビ朝日）
- ミュージックエクスプレス (2017年06月18日、東京MX2)
- 真夏のアイドル大博覧会　@JAM EXPO 2019 ストロベリーステージ　完全版スペシャル！！（日テレプラス、2019年10月19日）
- 転校少女*　The Fifth Autumn Of Love  岡田夢以 Love 5時間スペシャル!!（テレ朝チャンネル、2020年1月18日）
- バズリズム02（日本テレビ、2020年2月22日）

### ネット配信
- 矢口真里の火曜The NIGHT（2017年4月4日、AbemaTV）

### ラジオ
- 公開録音 『らぶらじ サバゲー大作戦！ ～SPECIAL FORCEの攻防～』（2015年9月12日、SBSラジオ）
- 転校少女*の土曜授業（2019年10月5日 - 2020年3月28日、FM FUJI）

### 雑誌
連載
- Fielder（Vol.22：2015年6月 - Vol.34：2017年6月）
- MARQUEE（Vol.112：2015年12月 - Vol.129：2018年10月）

掲載
- ALPHA INDUSTRIES OFFICIAL BOOK (2014年10月23日)
- Tactics＆Equipment Magazine 2015 (2014年11月20日)
- BOMB 9月号 (2015年07月09日)
- 月刊アイドル新聞 8月号 (2015年8月28日)
- MARQUEE vol.111 (2015年10月10日)
- 週刊プレイボーイ (2015年11月09日)
- ROUND UP!! @JAM EXPO 2015 (2015年11月28日)
- UTB＋ Vol.29 (2015年12月9日)
- 装苑 2月号 (2015年12月26日)
- コンバットマガジン 3月号 (2016年1月27日)
- 月刊アームズマガジン 3月号 (2016年1月27日)
- ピースコンバット vol.11 (2016年1月28日)
- モノ・マガジン (2016年2月02日)
- 月間エンタメ (2016年6月30日)
- Top Yell NEO (2017年06月30日)

### その他
- ガンシューティングゲーム『ソウル・オブ・セブンス』(2015年) - 主題歌担当、イメージキャラクターに抜擢。

### ツイート
1. ↑  転校少女* [@girlstime_info] (27 March 2021). “『転校少女*春祭り2021～Day1～』@ Space Odd ありがとうございました”. X（旧Twitter）より2022年4月29日閲覧.
2. ↑  転校少女* [@girlstime_info] (19 December 2021). “転校少女*リクエストアワー順位”. X（旧Twitter）より2022年4月29日閲覧.
3. 1 2  転校少女* [@girlstime_info] (11 January 2022). “転校少女* THE LASTワンマンライブ@ 渋谷La.mamaありがとうございました”. X（旧Twitter）より2022年4月29日閲覧.